# Minutes to Midnight
Minutes to Midnight es el tercer álbum de estudio de la banda de rock estadounidense Linkin Park, lanzado el 14 de mayo de 2007 a través de Warner Bros. Records. El álbum fue producido por Mike Shinoda y Rick Rubin, y es el primer álbum de estudio de Linkin Park producido sin Don Gilmore, quien había producido los dos álbumes anteriores de la banda. Minutes to Midnight es el álbum de seguimiento de la banda de Meteora (2003) y presenta un cambio en la dirección musical del grupo. Para la banda, el álbum marcó el comienzo de una desviación de su característico sonido nu metal. Minutes to Midnight toma su título del símbolo del Reloj del Juicio Final. También es el primer álbum de larga duración de la banda en llevar la etiqueta Parental Advisory. 
Linkin Park comenzó a trabajar en su tercer álbum de estudio en 2003 y se tomó un descanso para realizar una gira de promoción de Meteora en 2004. En este período, la banda formó numerosos proyectos paralelos; Mike Shinoda formó su proyecto paralelo de hip hop Fort Minor, mientras que Chester Bennington formó Dead by Sunrise, los cuales provocaron que el álbum se archivara temporalmente. La banda volvió a trabajar en el disco después, tomando una dirección musical diferente a las sesiones de 2003 mientras trabajaba con el productor Rick Rubin. La finalización del álbum se retrasó varias veces por razones desconocidas. Finalmente, «What I've Done» fue elegido como el sencillo principal del álbum en abril de 2007, y el álbum se lanzó en América del Norte el 15 de mayo de 2007.
El álbum debutó en el número uno en el Billboard 200 de EE. UU. y en otros 15 países, incluidos el Reino Unido y Canadá. En los Estados Unidos, el álbum tuvo las mayores ventas en la primera semana de 2007 en ese momento, con 623 000 álbumes vendidos, llegando a ser certificado cinco veces platino en los EE. UU. También obtuvo la certificación de doble platino en Nueva Zelanda, Italia, Irlanda y Australia y la certificación de platino en Canadá, Francia, Suiza y el Reino Unido. Ha vendido más de cuatro millones de copias en los Estados Unidos. Ocupó el puesto 154 en los 200 álbumes de la década de Billboard. A pesar de su éxito comercial, Minutes to Midnight recibió críticas mixtas de los críticos. La revista Rolling Stone, sin embargo, lo nombró el vigésimo quinto mejor álbum de 2007.

## Trasfondo
En una entrevista, el cantante principal Chester Bennington explicó que el álbum es «una mezcla de estándares punk, rock clásico y hip hop» y que «Rick ha aportado una sensación más despojada, de rock clásico y hip hop».
En otra entrevista, Bennington declaró: «Esta vez, Mike Shinoda está cantando mucho más. Puede parecer que no está en el disco, pero está haciendo muchas armonías. También canta un par de canciones solo. Nosotros presentándonos de una manera diferente».

### Grabación y composición
El guitarrista Brad Delson experimentó con un E Bow cuando la banda estaba armando «The Little Things Give You Away». La banda decidió no usar el efecto para el solo en esa canción y en su lugar terminó creando «No More Sorrow» a partir del efecto. En «Given Up», hace tintinear las teclas que se escuchan mientras se superponen varios sonidos de aplausos en la introducción de la canción (como se menciona en el libro de letras: Brad agregó los sonidos en la canción de introducción: múltiples pistas de aplausos - y tintineo de teclas). Shinoda y Delson se unieron a David Campbell para agregar elementos de cuerdas a seis canciones; «Leave Out All the Rest», «Shadow of the Day», «Hands Held High», «The Little Things Give You Away», así como las dos caras B «No Roads Left» y «Blackbirds» (que fue en cambio, se usó más tarde en el juego de iPhone 8-Bit Rebellion!, además de incluirse como pista adicional para A Thousand Suns), respectivamente. Todos los elementos de scratch de Joe Hahn que existían en los dos álbumes de estudio anteriores están en gran parte ausentes debido a la baja mezcla, excepto en las canciones «What I've Done», «Wake», «The Little Things Give You Away», «Valentine's Day» y «In Pieces». Hahn contribuye más con la programación, la electrónica y otros elementos de muchas de las canciones. El órgano de la iglesia y el ritmo de los tambores militares en «Hands Held High» originalmente se usarían como telón de fondo para las voces melódicas, pero Rubin recomendó que la banda intentara el enfoque opuesto según el folleto del álbum. Para el álbum, la banda grabó de cincuenta a sesenta canciones en agosto de 2006. Sus álbumes anteriores tardaron entre tres y seis meses en completarse, mientras que este tardó 14 meses. Ellos pasaron más de seis meses escribiendo las canciones. En álbumes anteriores, compusieron un promedio de 40 canciones, pero esta vez hicieron más de 100. «Shadow of the Day» es una de las dos canciones (la otra es «No Roads Left») en las que Bennington toca la guitarra. Durante las presentaciones en vivo, Shinoda generalmente toca el teclado para «Shadow of the Day», mientras que Bennington toca la guitarra rítmica. Shinoda declaró en una entrevista: «Estábamos mirando hacia atrás a las cosas que habíamos hecho en el pasado... y creo que nos dimos cuenta de que habíamos agotado ese sonido. Fue fácil para nosotros replicar, y solo necesitábamos seguir adelante».
Shinoda interpreta su voz de rap en solo dos pistas, «Bleed It Out» y «Hands Held High». Esta es una disminución significativa en comparación con la cantidad de rap en álbumes anteriores. Las voces de rap en «Hands Held High» tienen un estilo mucho más cercano al proyecto paralelo Fort Minor de Mike Shinoda que a sus versos tradicionales de Linkin Park, ya que rapea durante la mayor parte de la canción. A pesar de la disminución de Mike Shinoda como rapero, tiene tres canciones principales en solitario en el disco: «Hands Held High», «In Between» y la pista extra «No Roads Left». También rapea en «Bleed It Out», mientras que «What I've Done», «Shadow of the Day», «No More Sorrow» y «The Little Things Give You Away» cuentan con los coros de Shinoda al final. Minutes to Midnight es también el primer álbum de Linkin Park que presenta solos de guitarra, particularmente en las pistas «What I've Done», «In Pieces» y «The Little Things Give You Away». Además, a diferencia de los dos álbumes de estudio anteriores, Minutes to Midnight contiene blasfemias y, por lo tanto, es el primer álbum de estudio de Linkin Park que contiene un Parental Advisory (el primero en general es su EP colaborativo con Jay-Z, Collision Course) y letras políticamente cargadas. Las canciones que contienen blasfemias son «Given Up», «Bleed It Out» y «Hands Held High». En cuanto al género, el álbum ha sido descrito como rock alternativo y metal alternativo.

### Portada

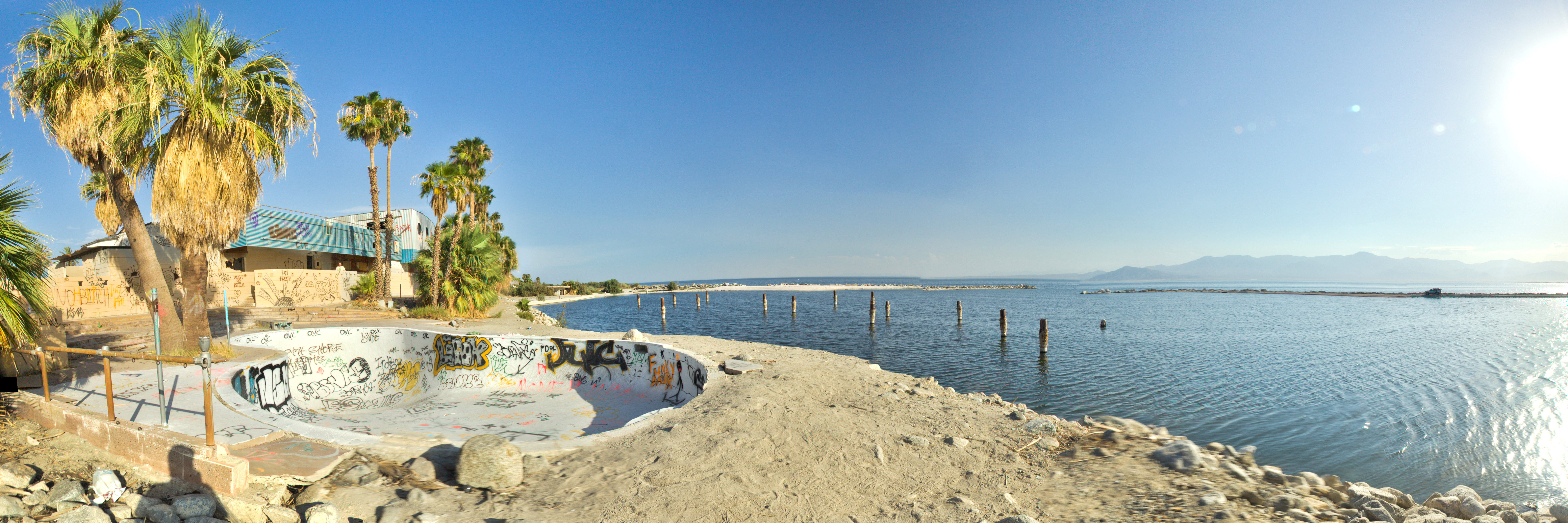
Ruinas del North Shore Beach y Yacht Club en North Shore, California.

La portada y la contraportada se grabaron alrededor de las ruinas de North Shore Beach y Yacht Club en North Shore, California. Un año después del lanzamiento de Minutes to Midnight, la banda lanzó diez versiones diferentes que originalmente se usaron como consideración para la versión final del álbum antes de su lanzamiento. La banda puso a disposición de los fanáticos las diez portadas para usarlas como carátula del álbum en iTunes.

## Recepción en la crítica
Minutes to Midnight recibió críticas generalmente mixtas, basadas en una puntuación total de 56/100 de Metacritic, y los críticos mostraron diversas reacciones de aprobación, desaprobación e indiferencia.
Rolling Stone le dio a Minutes to Midnight 4 de 5 estrellas, afirmando que «la mayoría de Minutes es pop metálico pulido con un paso de hip hop y una patada de despertador», y se colocó en el número 25 en su lista de los 50 mejores álbumes de 2007. IGN se refirió a él como «definitivamente un paso en la dirección correcta y un trampolín para lo que vendrá». La escritora de Herald Sun, Karen Tye, le otorgó 3½ de 4 estrellas y elogió el nuevo sonido de la banda, preguntando: «¿Quién diría que ser una simple banda de rock antigua podría adaptarse tan bien a Linkin Park?». A pesar de elogiar a la banda por su ambición, Caroline Sullivan de The Guardian le dio al álbum 3 de 5 estrellas y percibió «su decisión de permanecer más o menos dentro de los límites estridentes de su género» como una debilidad, mientras escribió que «el sonido todavía pivota sobre la interacción de acordes de guitarra que golpean y letras autoflagelantes».
Entre los que tenían una visión más negativa del álbum estaba Stephen Thomas Erlewine de AllMusic, quien describió el sonido del álbum como «pasado de moda» y resumió el esfuerzo de la banda como «optar por crear una oscuridad confusa e incolora», dándole tres años y medio de cinco estrellas. Johan Wippsson de Melodic reconoció la progresión de la banda pero sintió que el álbum es «débil» y «demasiado destrozado». Dan Silver de la revista NME le otorgó una calificación de 2/10, llamándolo el «sonido de una banda que intenta y fracasa en forjar una nueva identidad», y refiriéndose a la canción «Hands Held High», una canción sobre ataques terroristas y guerra como «de lejos, lo más divertido que escucharás en todo el año».

## Desempeño comercial
Minutes to Midnight se retrasó varias veces antes de su lanzamiento. Programado por primera vez para ser lanzado en el verano de 2006, luego se pospuso hasta el otoño de 2006, luego nuevamente a principios de 2007. La fecha de lanzamiento del álbum finalmente se fijó para el 14 de mayo de 2007. En Canadá, el álbum fue lanzado el 15 de mayo de 2007. Hay lanzamientos que no son de Parental Advisory tanto del álbum regular como del álbum de edición especial. Se editan las canciones «Given Up», «Bleed It Out» y «Hands Held High». En Malasia, la versión editada del álbum está disponible en una cubierta de digipack, mientras que la edición explícita está disponible para la Edición Tour, que presenta una cubierta de cartón con estuche blanco y un estuche estándar. En los Estados Unidos, el álbum tuvo las mayores ventas en la primera semana de 2007 en ese momento, con 623 000 álbumes vendidos. En Canadá, el álbum vendió más de 50 000 copias en su primera semana y debutó en el número uno en la lista de álbumes canadienses. En todo el mundo, el álbum envió más de 3,3 millones de copias en sus primeras cuatro semanas de lanzamiento.
Se lanzaron cinco sencillos del álbum: «What I've Done», «Bleed It Out», «Shadow of the Day», «Given Up» y «Leave Out All the Rest». Aunque «Given Up» y «Leave Out All the Rest» no se lanzaron como sencillos hasta principios de marzo de 2008, «Given Up» ya se había colocado en las listas Billboard Hot 100 y Billboard Pop 100 en los números 99 y 78 respectivamente en 2007 y «Leave Out All the Rest» ya figuraron en la lista Pop 100 de Billboard en el número 98 y en la lista Bubbling Under Hot 100 Singles de Billboard en el número 17 en 2007. Las canciones «Hands Held High» y «No More Sorrow» también figuraron en la lista Bubbling Under Hot 100 Singles chart en los números 23 y 24, respectivamente, en 2007. El álbum ha vendido 3,3 millones de copias vendidas solo en los EE. UU. Aunque las ventas del álbum fueron más bajas que sus dos primeros álbumes de estudio, el álbum tuvo más éxito en términos de rendimiento en las listas de éxitos, con los cinco sencillos lanzados alcanzando el Billboard Hot 100 y dos canciones alcanzando el Bubbling Under Hot 100. 

## Lista de canciones
Todas las canciones escritas y compuestas por Linkin Park. 
| N.º   | Título                            | Duración |  |
| 1.    | «Wake» (Intro)                    | 1:43     |  |
| 2.    | «Given Up»                        | 3:09     |  |
| 3.    | «Leave Out All the Rest»          | 3:29     |  |
| 4.    | «Bleed It Out»                    | 2:45     |  |
| 5.    | «Shadow of the Day»               | 4:49     |  |
| 6.    | «What I've Done»                  | 3:26     |  |
| 7.    | «Hands Held High»                 | 3:55     |  |
| 8.    | «No More Sorrow»                  | 3:43     |  |
| 9.    | «Valentine's Day»                 | 3:19     |  |
| 10.   | «In Between»                      | 3:18     |  |
| 11.   | «In Pieces»                       | 3:40     |  |
| 12.   | «The Little Things Give You Away» | 6:25     |  |
| 43:41 |                                   |          |  |

## Personal
- Chester Bennington: voz (canciones 2-6, 8, 9, 11-12), guitarra rítmica (canciones 5 y 13); segunda voz (canción 7), coros (canción 10).
- Rob Bourdon: batería, coros (canción 7).
- Brad Delson: guitarra líder; coros y sintetizador (canción 7).
- Joe Hahn: turntables, sampling, programación, coros (canción 7).
- Mike Shinoda: rapping (canciones 4 y 7), voz (canciones 10 y 13), guitarra rítmica (canciones 1-2, 4, 6, 8-9, 11-12), piano (canciones 1, 3, 4, 6 y 11), guitarra acústica (canción 12), sintetizador (canciones 1, 3, 5, 9-12), coros (canciones 2, 3, 5, 8 y 11), segunda voz (canciones 6, 9 y 12).
- Dave Farrell: bajo, coros (canciones 7 y 12).